# Вулька-Окопська (станція)
Вулька-Окопська (пол. Wólka Okopska) — залізнична станція Польських державних залізниць (пол. PKP Polskie Linie Kolejowe) на лінії № 7 Варшава-Східна — Дорогуськ між станціями Березно (6 км) та Дорогуськ (6 км). Розташована в однойменному повітовому селі Люблінського воєводства Польщі.